# Segunda División Peruana 1956
La Segunda División Peruana 1956, la 14ª edición del torneo, fue jugada por diez equipos. 
El ganador del torneo, Porvenir Miraflores, logró el ascenso a la Primera División de 1957 mientras que Unión Callao perdió la categoría al haber ocupado el último lugar.

## Ascensos y descensos
| Posición | Ascendido a Primera División 1956 |
| -------- | --------------------------------- |
| 1º       | Carlos Concha                     |

| Posición | Descendido de Primera División 1955 |
| -------- | ----------------------------------- |
| 10º      | Unión Callao                        |

| Posición | Ascendido de Liguilla de Ascenso 1955 |
| -------- | ------------------------------------- |
| 1º       | Unidad Vecinal N.º 3                  |

| Posición | Descendido a Liga del Callao 1956 |
| -------- | --------------------------------- |
| 10º      | Jorge Chávez                      |

## Equipos participantes
| Club                   | Ciudad     |
| ---------------------- | ---------- |
| Association Chorrillos | Chorrillos |
| Atlético Lusitania     | Lima       |
| Defensor Arica         | Lima       |
| Juventud Gloria        | Lima       |
| KDT Nacional           | Callao     |
| Porvenir Miraflores    | Miraflores |
| Santiago Barranco      | Barranco   |
| Unidad Vecinal N.º 3   | Lima       |
| Unión América          | Lima       |
| Unión Callao           | Callao     |

## Tabla de posiciones
| #  | Club                   | PJ | PG | PE | PP | PTS |
| -- | ---------------------- | -- | -- | -- | -- | --- |
| 1  | Porvenir Miraflores    | 18 | 15 | 2  | 1  | 32  |
| 2  | Unión América          | 18 | 11 | 2  | 5  | 24  |
| 3  | Unidad Vecinal N.º 3   | 18 | 10 | 2  | 6  | 22  |
| 4  | Defensor Arica         | 18 | 9  | 3  | 6  | 21  |
| 5  | Santiago Barranco      | 18 | 8  | 4  | 6  | 20  |
| 6  | Juventud Gloria        | 18 | 8  | 3  | 7  | 19  |
| 7  | Association Chorrillos | 18 | 4  | 4  | 10 | 12  |
| 8  | Atlético Lusitania     | 18 | 2  | 7  | 9  | 11  |
| 9  | KDT Nacional           | 18 | 3  | 3  | 12 | 9   |
| 10 | Unión Callao           | 18 | 3  | 2  | 13 | 8   |

|  | Campeón y ascendido a la Primera División de 1957 |
|  | Descendido a la Liga del Callao 1957.             |
| Perú                          |
| Campeón                       |
| Porvenir Miraflores 1º título |